# ATB (DJ)/Diskografie
Diese Diskografie ist eine Übersicht über die musikalischen Werke des deutschen DJs und Musikproduzenten atb. Den Schallplattenauszeichnungen zufolge hat er bisher mehr als 4,4 Millionen Tonträger verkauft. Seine erfolgreichste Veröffentlichung ist die Single Your Love (9PM) mit über 2,6 Millionen verkauften Einheiten.

## Alben

### Studioalben
| Jahr | Titel Musiklabel                                     | Höchstplatzierung, Gesamtwochen, AuszeichnungChartplatzierungen (Jahr, Titel, Musiklabel, Platzierungen, Wochen, Auszeichnungen, Anmerkungen) | Höchstplatzierung, Gesamtwochen, AuszeichnungChartplatzierungen (Jahr, Titel, Musiklabel, Platzierungen, Wochen, Auszeichnungen, Anmerkungen) | Höchstplatzierung, Gesamtwochen, AuszeichnungChartplatzierungen (Jahr, Titel, Musiklabel, Platzierungen, Wochen, Auszeichnungen, Anmerkungen) | Höchstplatzierung, Gesamtwochen, AuszeichnungChartplatzierungen (Jahr, Titel, Musiklabel, Platzierungen, Wochen, Auszeichnungen, Anmerkungen) | Anmerkungen                                              |
| Jahr | Titel Musiklabel                                     | DE | AT | CH | UK | Anmerkungen                                              |
| ---- | ---------------------------------------------------- | --- | --- | --- | --- | -------------------------------------------------------- |
| 1999 | Movin’ Melodies Kontor Records • Urban Records (UMG) | DE38 (3 Wo.)DE | — | — | UK32 Silber · (3 Wo.)UK | Erstveröffentlichung: 26. April 1999 Verkäufe: + 60.000  |
| 2000 | Two Worlds Kontor Records • Urban Records (UMG)      | DE45 (2 Wo.)DE | — | — | — | Erstveröffentlichung: 2. November 2000                   |
| 2002 | Dedicated Kontor Records (UMG)                       | DE10 (16 Wo.)DE | AT63 (2 Wo.)AT | — | — | Erstveröffentlichung: 28. Januar 2002 Verkäufe: + 10.000 |
| 2003 | Addicted to Music Kontor Records (Edel)              | DE8 (14 Wo.)DE | — | — | — | Erstveröffentlichung: 28. April 2003                     |
| 2004 | No Silence Kontor Records (Edel)                     | DE11 (9 Wo.)DE | — | — | — | Erstveröffentlichung: 24. Mai 2004                       |
| 2007 | Trilogy Kontor Records (Edel)                        | DE18 (4 Wo.)DE | — | — | — | Erstveröffentlichung: 27. April 2007 Verkäufe: + 30.000  |
| 2009 | Future Memories Kontor Records (Edel)                | DE12 (5 Wo.)DE | — | — | — | Erstveröffentlichung: 1. Mai 2009 Verkäufe: + 20.000     |
| 2011 | Distant Earth Kontor Records (Edel)                  | DE7 (6 Wo.)DE | AT37 (1 Wo.)AT | CH60 (2 Wo.)CH | — | Erstveröffentlichung: 29. April 2011 Verkäufe: + 20.000  |
| 2014 | Contact Kontor Records (Edel)                        | DE5 (4 Wo.)DE | AT29 (1 Wo.)AT | CH44 (1 Wo.)CH | — | Erstveröffentlichung: 24. Januar 2014 Verkäufe: + 10.000 |
| 2017 | neXt Kontor Records (Edel)                           | DE14 (2 Wo.)DE | AT42 (1 Wo.)AT | CH55 (1 Wo.)CH | — | Erstveröffentlichung: 21. April 2017                     |

### Gemeinschaftsalben
| Jahr | Titel Musiklabel                                 | Höchstplatzierung, Gesamtwochen, AuszeichnungChartplatzierungen (Jahr, Titel, Musiklabel, Platzierungen, Wochen, Auszeichnungen, Anmerkungen) | Höchstplatzierung, Gesamtwochen, AuszeichnungChartplatzierungen (Jahr, Titel, Musiklabel, Platzierungen, Wochen, Auszeichnungen, Anmerkungen) | Höchstplatzierung, Gesamtwochen, AuszeichnungChartplatzierungen (Jahr, Titel, Musiklabel, Platzierungen, Wochen, Auszeichnungen, Anmerkungen) | Höchstplatzierung, Gesamtwochen, AuszeichnungChartplatzierungen (Jahr, Titel, Musiklabel, Platzierungen, Wochen, Auszeichnungen, Anmerkungen) | Anmerkungen                                                        |
| Jahr | Titel Musiklabel                                 | DE | AT | CH | UK | Anmerkungen                                                        |
| ---- | ------------------------------------------------ | --- | --- | --- | --- | ------------------------------------------------------------------ |
| 2000 | Worldwide Kontor Records • Polydor (UMG)         | DE15 (8 Wo.)DE | — | CH37 (7 Wo.)CH | — | Erstveröffentlichung: 13. März 2000 als Teil der Trance Allstars   |
| 2002 | Synergy II – The Story Continues Zeitgeist (UMG) | DE19 (4 Wo.)DE | — | — | — | Erstveröffentlichung: 12. August 2002 als Teil der Trance Allstars |

### Kompilationen
| Jahr | Titel Musiklabel                             | Höchstplatzierung, Gesamtwochen, AuszeichnungChartplatzierungen (Jahr, Titel, Musiklabel, Platzierungen, Wochen, Auszeichnungen, Anmerkungen) | Höchstplatzierung, Gesamtwochen, AuszeichnungChartplatzierungen (Jahr, Titel, Musiklabel, Platzierungen, Wochen, Auszeichnungen, Anmerkungen) | Höchstplatzierung, Gesamtwochen, AuszeichnungChartplatzierungen (Jahr, Titel, Musiklabel, Platzierungen, Wochen, Auszeichnungen, Anmerkungen) | Höchstplatzierung, Gesamtwochen, AuszeichnungChartplatzierungen (Jahr, Titel, Musiklabel, Platzierungen, Wochen, Auszeichnungen, Anmerkungen) | Anmerkungen                              |
| Jahr | Titel Musiklabel                             | DE | AT | CH | UK | Anmerkungen                              |
| ---- | -------------------------------------------- | --- | --- | --- | --- | ---------------------------------------- |
| 2005 | Seven Years: 1998–2005 Kontor Records (Edel) | DE15 (7 Wo.)DE | AT72 (2 Wo.)AT | — | — | Erstveröffentlichung: 13. Juni 2005      |
| 2012 | All the Best Kontor Records                  | — | — | — | — | Erstveröffentlichung: 21. September 2012 |

### Remixalben
| Jahr | Titel Musiklabel                                | Anmerkungen                                             |
| ---- | ----------------------------------------------- | ------------------------------------------------------- |
| 2003 | The DJ: In the Mix Kontor Records (Edel)        | Erstveröffentlichung: 10. November 2003                 |
| 2004 | The DJ 2: In the Mix Kontor Records (Edel)      | Erstveröffentlichung: 15. November 2004                 |
| 2006 | The DJ 3: In the Mix Kontor Records (Edel)      | Erstveröffentlichung: 17. Februar 2006                  |
| 2007 | The DJ 4: In the Mix Kontor Records (Edel)      | Erstveröffentlichung: 28. Dezember 2007                 |
| 2010 | The DJ 5: In the Mix Kontor Records (Edel)      | Erstveröffentlichung: 1. Januar 2010 Verkäufe: + 10.000 |
| 2010 | Sunset Beach DJ Session Kontor Records (Edel)   | Erstveröffentlichung: 2. Juli 2010 Verkäufe: + 20.000   |
| 2010 | The DJ 6: In the Mix Kontor Records (Edel)      | Erstveröffentlichung: 31. Dezember 2010                 |
| 2012 | Sunset Beach DJ Session 2 Kontor Records (Edel) | Erstveröffentlichung: 8. Juni 2012 Verkäufe: + 10.000   |

### EPs
| Jahr | Titel Musiklabel                  | Anmerkungen                            |
| ---- | --------------------------------- | -------------------------------------- |
| 2019 | A New Life Ruhrtone Records       | Erstveröffentlichung: 8. November 2019 |
| 2021 | The DJ EP (Vol. 1) Virgin Records | Erstveröffentlichung: 22. Oktober 2021 |

## Singles

### Als Leadmusiker
| Jahr | Titel Album                                  | Höchstplatzierung, Gesamtwochen, AuszeichnungChartplatzierungen (Jahr, Titel, Album, Platzierungen, Wochen, Auszeichnungen, Anmerkungen) | Höchstplatzierung, Gesamtwochen, AuszeichnungChartplatzierungen (Jahr, Titel, Album, Platzierungen, Wochen, Auszeichnungen, Anmerkungen) | Höchstplatzierung, Gesamtwochen, AuszeichnungChartplatzierungen (Jahr, Titel, Album, Platzierungen, Wochen, Auszeichnungen, Anmerkungen) | Höchstplatzierung, Gesamtwochen, AuszeichnungChartplatzierungen (Jahr, Titel, Album, Platzierungen, Wochen, Auszeichnungen, Anmerkungen) | Anmerkungen                                                                                         |
| Jahr | Titel Album                                  | DE | AT | CH | UK | Anmerkungen                                                                                         |
| ---- | -------------------------------------------- | --- | --- | --- | --- | --------------------------------------------------------------------------------------------------- |
| 1998 | 9 PM (Till I Come) Movin’ Melodies           | DE14 (13 Wo.)DE | — | CH21 (9 Wo.)CH | UK1 ×2Doppelplatin · (31 Wo.)UK | Erstveröffentlichung: 26. Oktober 1998 Verkäufe: + 1.310.000; Gastsängerin: Yolanda Rivera          |
| 1998 | Too Much Rain Movin’ Melodies                | DE13 (13 Wo.)DE | — | CH21 (4 Wo.)CH | — | Erstveröffentlichung: 28. Dezember 1998 vs. Woody van Eyden als United Dee Jays for Central America |
| 1999 | Don’t Stop! Movin’ Melodies                  | DE13 (9 Wo.)DE | — | CH49 (1 Wo.)CH | UK3 Silber · (33 Wo.)UK | Erstveröffentlichung: 15. März 1999 Verkäufe: + 265.000; Gastsängerin: Yolanda Rivera               |
| 1999 | Killer Movin’ Melodies                       | DE31 (6 Wo.)DE | — | — | UK4 (10 Wo.)UK | Erstveröffentlichung: 31. Mai 1999 Gastsänger: Drue Williams; Original: Adamski                     |
| 2000 | The Summer Two Worlds                        | DE21 (9 Wo.)DE | — | CH46 (12 Wo.)CH | — | Erstveröffentlichung: 5. Juni 2000                                                                  |
| 2000 | The Fields of Love Two Worlds                | DE42 (5 Wo.)DE | — | CH97 (1 Wo.)CH | UK16 (4 Wo.)UK | Erstveröffentlichung: 9. Oktober 2000 feat. York                                                    |
| 2001 | Let U Go Two Worlds                          | DE7 (15 Wo.)DE | AT15 (18 Wo.)AT | CH84 (6 Wo.)CH | UK34 (2 Wo.)UK | Erstveröffentlichung: 2. April 2001 feat. Wild Strawberries                                         |
| 2001 | Hold You Dedicated                           | DE18 (9 Wo.)DE | AT39 (10 Wo.)AT | CH86 (5 Wo.)CH | — | Erstveröffentlichung: 31. Oktober 2001 Gastsängerin: Roberta Carter-Harrison                        |
| 2002 | You’re Not Alone Dedicated                   | DE13 (9 Wo.)DE | AT17 (10 Wo.)AT | CH80 (3 Wo.)CH | — | Erstveröffentlichung: 15. April 2002 Gastsängerin: Roberta Carter-Harrison; Original: Olive         |
| 2003 | I Don’t Wanna Stop Addicted to Music         | DE17 (9 Wo.)DE | AT53 (6 Wo.)AT | — | — | Erstveröffentlichung: 26. Februar 2003 Gastsängerin: Roberta Carter-Harrison                        |
| 2003 | Long Way Home Addicted to Music              | DE35 (7 Wo.)DE | AT52 (5 Wo.)AT | — | — | Erstveröffentlichung: 7. Juli 2003 Gastsängerin: Roberta Carter-Harrison                            |
| 2004 | Marrakech No Silence                         | DE38 (7 Wo.)DE | AT50 (4 Wo.)AT | — | — | Erstveröffentlichung: 3. Mai 2004 Gastsängerin: Tiff Lacey                                          |
| 2004 | Ecstasy No Silence                           | DE43 (8 Wo.)DE | AT62 (1 Wo.)AT | — | — | Erstveröffentlichung: 18. Juni 2004 Gastsängerin: Tiff Lacey                                        |
| 2005 | Believe in Me Seven Years: 1998–2005         | DE48 (5 Wo.)DE | AT66 (1 Wo.)AT | — | — | Erstveröffentlichung: 30. Mai 2005 Gastsänger: Jan Löchel                                           |
| 2005 | Humanity Seven Years: 1998–2005              | DE64 (4 Wo.)DE | — | — | — | Erstveröffentlichung: 18. Juli 2005 Gastsängerin: Tiff Lacey                                        |
| 2007 | Renegade Trilogy                             | DE38 (8 Wo.)DE | AT73 (1 Wo.)AT | — | — | Erstveröffentlichung: 13. April 2007 mit Heather Nova                                               |
| 2007 | Feel Alive Trilogy                           | DE73 (4 Wo.)DE | — | — | — | Erstveröffentlichung: 9. Juli 2007 Gastsänger: Jan Löchel                                           |
| 2009 | What About Us / L.A. Nights Future Memories  | DE65 (2 Wo.)DE | — | — | — | Erstveröffentlichung: 1. Mai 2009                                                                   |
| 2009 | Behind Future Memories                       | DE87 (1 Wo.)DE | — | — | — | Erstveröffentlichung: 17. Juli 2009 pres. Flanders                                                  |
| 2010 | Could You Believe Sunset Beach DJ Session    | — | — | — | — | Erstveröffentlichung: 2. Juli 2010                                                                  |
| 2011 | Gold Distant Earth                           | — | — | — | — | Erstveröffentlichung: 29. April 2011 feat. JanSoon                                                  |
| 2011 | Move On Distant Earth                        | — | — | — | — | Erstveröffentlichung: 16. September 2011 feat. JanSoon                                              |
| 2012 | Never Give Up Sunset Beach DJ Session 2      | — | — | — | — | Erstveröffentlichung: 8. Juni 2012 feat. Ramona Nerra                                               |
| 2012 | In and Out of Love Sunset Beach DJ Session 2 | — | — | — | — | Erstveröffentlichung: 21. September 2012 mit Rudee feat. Ramona Nerra                               |
| 2014 | Face to Face Contact                         | — | — | — | — | Erstveröffentlichung: 3. Februar 2014 feat. Stanfour                                                |
| 2014 | When It Ends It Starts Again Contact         | — | — | — | — | Erstveröffentlichung: 16. Mai 2014 feat. Sean Ryan                                                  |
| 2014 | Raging Bull Contact                          | — | — | — | — | Erstveröffentlichung: 4. Juli 2014 mit Boss & Swan                                                  |
| 2015 | Flash X neXt                                 | — | — | — | — | Erstveröffentlichung: 14. Oktober 2015                                                              |
| 2017 | Connected neXt                               | — | — | — | — | Erstveröffentlichung: 23. Februar 2017 mit Andrew Rayel                                             |
| 2017 | Message Out to You neXt                      | — | — | — | — | Erstveröffentlichung: 7. April 2017 mit F51 feat. Robbin & Jonnis                                   |
| 2017 | Pages neXt                                   | — | — | — | — | Erstveröffentlichung: 16. Juni 2017 feat. Haliene                                                   |
| 2017 | Never without You neXt                       | — | — | — | — | Erstveröffentlichung: 22. September 2017 feat. Sean Ryan                                            |
| 2018 | Body 2 Body –                                | — | — | — | — | Erstveröffentlichung: 31. August 2018 feat. Conor Matthews & LAUR                                   |
| 2019 | Heartbeat –                                  | — | — | — | — | Erstveröffentlichung: 8. März 2019 feat. Markus Schulz                                              |
| 2021 | Your Love (9PM) –                            | DE6 ×3Dreifachgold · (58 Wo.)DE | AT8 (41 Wo.)AT | CH6 (44 Wo.)CH | UK8 Platin · (27 Wo.)UK | Erstveröffentlichung: 15. Januar 2021 Verkäufe: + 2.690.000; mit Topic & A7S                        |
| 2021 | Like That –                                  | — | — | — | — | Erstveröffentlichung: 13. August 2021 feat. Ben Samama                                              |
| 2023 | Highs and Lows –                             | — | — | — | — | Erstveröffentlichung: 3. März 2023 feat. Au/Ra & York                                               |
| 2023 | That Feeling –                               | — | — | — | — | Erstveröffentlichung: 25. August 2023 feat. Travyp                                                  |
| 2023 | Run –                                        | — | — | — | — | Erstveröffentlichung: 29. Dezember 2023 mit No Aspect feat. Orem                                    |
| 2024 | Take a Moment –                              | — | — | — | — | Erstveröffentlichung: 2. Februar 2024 feat. David Frank                                             |

### Als Gastmusiker
| Jahr | Titel Album                                   | Höchstplatzierung, Gesamtwochen, AuszeichnungChartplatzierungen (Jahr, Titel, Album, Platzierungen, Wochen, Auszeichnungen, Anmerkungen) | Höchstplatzierung, Gesamtwochen, AuszeichnungChartplatzierungen (Jahr, Titel, Album, Platzierungen, Wochen, Auszeichnungen, Anmerkungen) | Höchstplatzierung, Gesamtwochen, AuszeichnungChartplatzierungen (Jahr, Titel, Album, Platzierungen, Wochen, Auszeichnungen, Anmerkungen) | Höchstplatzierung, Gesamtwochen, AuszeichnungChartplatzierungen (Jahr, Titel, Album, Platzierungen, Wochen, Auszeichnungen, Anmerkungen) | Anmerkungen |
| Jahr | Titel Album                                   | DE | AT | CH | UK | Anmerkungen |
| ---- | --------------------------------------------- | --- | --- | --- | --- | --- |
| 1999 | The First Rebirth Worldwide                   | DE18 (12 Wo.)DE | — | CH45 (10 Wo.)CH | — | Erstveröffentlichung: 18. Oktober 1999 als Teil der Trance Allstars                                                   |
| 2000 | Ready to Flow Worldwide                       | DE35 (7 Wo.)DE | — | CH83 (3 Wo.)CH | — | Erstveröffentlichung: 28. Februar 2000 als Teil der Trance Allstars                                                   |
| 2001 | A Whiter Shade of Pale –                      | — | — | — | — | Erstveröffentlichung: 2001 Sarah Brightman vs. atb; Original: Procol Harum                                            |
| 2002 | Lost in Love Synergy II – The Story Continues | DE21 (9 Wo.)DE | AT39 (7 Wo.)AT | CH62 (6 Wo.)CH | — | Erstveröffentlichung: 18. März 2002 als Teil der Trance Allstars; Original: Legend B                                  |
| 2002 | Go Synergy II – The Story Continues           | DE38 (6 Wo.)DE | AT52 (3 Wo.)AT | — | UK85 (1 Wo.)UK | Erstveröffentlichung: 4. Juni 2002 als Teil der Trance Allstars                                                       |
| 2002 | Reach Out –                                   | DE27 (7 Wo.)DE | — | — | — | Erstveröffentlichung: 30. September 2002 als Teil von Dance United                                                    |
| 2005 | Help! Asia –                                  | DE43 (6 Wo.)DE | — | — | — | Erstveröffentlichung: 28. Januar 2005 als Teil von Dance United Original: R. Sakamoto – Merry Christmas, Mr. Lawrence |
| 2008 | Wrong Medication –                            | — | — | — | — | Erstveröffentlichung: 28. November 2008 als Teil von Jades                                                            |

## Videoalben und Musikvideos

### Videoalben
| Jahr | Titel Musiklabel                 | Anmerkungen                          |
| ---- | -------------------------------- | ------------------------------------ |
| 2003 | Addicted to Music Kontor Records | Erstveröffentlichung: 28. April 2003 |

### Musikvideos
| Jahr | Titel                        | Regisseur(e)                 |
| ---- | ---------------------------- | ---------------------------- |
| 1998 | 9 PM (Till I Come)           |                              |
| 1999 | Don’t Stop!                  |                              |
| 1999 | Killer                       | Stefan Browatzki             |
| 1999 | The First Rebirth            |                              |
| 2000 | Ready to Flow                |                              |
| 2000 | The Summer                   |                              |
| 2000 | The Fields of Love           |                              |
| 2001 | Let U Go                     | Roger Mönch                  |
| 2001 | Hold You                     | Jeffery Lisk, Bernd Possardt |
| 2002 | Lost in Love                 |                              |
| 2002 | You’re Not Alone             | Frank Paul Husmann-Labusga   |
| 2002 | Go                           |                              |
| 2002 | Reach Out                    |                              |
| 2003 | I Don’t Wanna Stop           |                              |
| 2003 | Long Way Home                | Patrice Lange                |
| 2004 | Marrakech                    | Mark Feuerstarke             |
| 2004 | Ecstasy                      | Mark Feuerstarke             |
| 2005 | Help! Asia                   |                              |
| 2005 | Believe in Me                |                              |
| 2005 | Humanity                     | Jan Schwede                  |
| 2005 | Let U Go (Reworked)          | Robert Bröllochs             |
| 2007 | Renegade                     |                              |
| 2007 | Feel Alive                   |                              |
| 2008 | Wrong Medication             |                              |
| 2009 | What About Us                | Mark Feuerstake              |
| 2009 | L.A. Nights                  |                              |
| 2009 | Behind                       |                              |
| 2010 | 9 PM Reloaded                |                              |
| 2010 | Could You Believe            |                              |
| 2011 | Gold                         |                              |
| 2011 | Apollo Road                  |                              |
| 2011 | Move On                      | Oliver Sommer                |
| 2011 | Twisted Love                 | Mark Feuerstake              |
| 2012 | Never Give Up                |                              |
| 2012 | In and Out of Love           |                              |
| 2014 | Face to Face                 |                              |
| 2014 | When It Ends It Starts Again | Dennis Dirksen, Ingo Schmoll |
| 2014 | Raging Bull                  |                              |
| 2017 | Message Out to You           |                              |
| 2017 | Pages                        |                              |
| 2017 | Never without You            |                              |
| 2018 | Body 2 Body                  |                              |
| 2021 | Your Love (9PM)              | Marvin Ströter               |

## Autorenbeteiligungen und Produktionen
atb als Autor (A) und Produzent (P) in den Charts

| Jahr | Titel Interpretation                                   | Höchstplatzierung, Gesamtwochen, AuszeichnungChartplatzierungen (Jahr, Titel, Interpretation, Platzierungen, Wochen, Auszeichnungen, Anmerkungen) | Höchstplatzierung, Gesamtwochen, AuszeichnungChartplatzierungen (Jahr, Titel, Interpretation, Platzierungen, Wochen, Auszeichnungen, Anmerkungen) | Höchstplatzierung, Gesamtwochen, AuszeichnungChartplatzierungen (Jahr, Titel, Interpretation, Platzierungen, Wochen, Auszeichnungen, Anmerkungen) | Höchstplatzierung, Gesamtwochen, AuszeichnungChartplatzierungen (Jahr, Titel, Interpretation, Platzierungen, Wochen, Auszeichnungen, Anmerkungen) | Anmerkungen                                                                                 |
| Jahr | Titel Interpretation                                   | DE | AT | CH | UK | Anmerkungen                                                                                 |
| ---- | ------------------------------------------------------ | --- | --- | --- | --- | ------------------------------------------------------------------------------------------- |
| 1996 | Why Don’t You Dance with Me P Future Breeze            | DE14 (17 Wo.)DE | AT35 (6 Wo.)AT | CH13 (12 Wo.)CH | UK50 (1 Wo.)UK | Erstveröffentlichung: 4. November 1996                                                      |
| 1996 | My Love Is Hot A, P Sequential One                     | DE53 (9 Wo.)DE | — | — | — | Erstveröffentlichung: 16. Dezember 1996                                                     |
| 1997 | I Wanna Make U… A, P Sequential One                    | DE47 (6 Wo.)DE | — | — | — | Erstveröffentlichung: 30. April 1997                                                        |
| 1997 | Dreams A, P Sequential One                             | DE67 (6 Wo.)DE | — | — | — | Erstveröffentlichung: 17. September 1997                                                    |
| 1998 | 9 PM (Till I Come) A, P atb                            | DE14 (13 Wo.)DE | — | CH21 (9 Wo.)CH | UK1 ×2Doppelplatin · (31 Wo.)UK | Erstveröffentlichung: 26. Oktober 1998 Verkäufe: + 1.310.000                                |
| 1998 | Time:Now A, P Woody van Eyden                          | DE49 (6 Wo.)DE | — | — | — | Erstveröffentlichung: 16. November 1998                                                     |
| 1998 | Too Much Rain A, P United Dee Jays for Central America | DE13 (13 Wo.)DE | — | CH21 (4 Wo.)CH | — | Erstveröffentlichung: 28. Dezember 1998                                                     |
| 1999 | Colour the World P Sash! with Dr. Alban                | DE39 (6 Wo.)DE | — | CH39 (2 Wo.)CH | UK15 (6 Wo.)UK | Erstveröffentlichung: 8. März 1999                                                          |
| 1999 | Don’t Stop! A, P atb                                   | DE13 (9 Wo.)DE | — | CH49 (1 Wo.)CH | UK3 Silber · (33 Wo.)UK | Erstveröffentlichung: 15. März 1999 Verkäufe: + 265.000                                     |
| 1999 | Killer P atb                                           | DE31 (6 Wo.)DE | — | — | UK4 (10 Wo.)UK | Erstveröffentlichung: 31. Mai 1999 Original: Adamski                                        |
| 1999 | Can You Feel A, P SQ-1                                 | DE41 (5 Wo.)DE | — | — | — | Erstveröffentlichung: 12. Juli 1999                                                         |
| 1999 | The First Rebirth P Trance Allstars                    | DE18 (12 Wo.)DE | — | CH45 (10 Wo.)CH | — | Erstveröffentlichung: 18. Oktober 1999                                                      |
| 2000 | Ready to Flow P Trance Allstars                        | DE35 (7 Wo.)DE | — | CH83 (3 Wo.)CH | — | Erstveröffentlichung: 28. Februar 2000                                                      |
| 2000 | One, Two, Three A, P SQ-1                              | DE58 (2 Wo.)DE | — | — | — | Erstveröffentlichung: 13. März 2000                                                         |
| 2000 | The Summer A, P atb                                    | DE21 (9 Wo.)DE | — | CH46 (12 Wo.)CH | — | Erstveröffentlichung: 5. Juni 2000                                                          |
| 2000 | The Fields of Love A, P atb feat. York                 | DE42 (5 Wo.)DE | — | CH97 (1 Wo.)CH | UK16 (4 Wo.)UK | Erstveröffentlichung: 9. Oktober 2000                                                       |
| 2001 | Let U Go A, P atb feat. Wild Strawberries              | DE7 (15 Wo.)DE | AT15 (18 Wo.)AT | CH84 (6 Wo.)CH | UK34 (2 Wo.)UK | Erstveröffentlichung: 2. April 2001                                                         |
| 2001 | Hold You A, P atb                                      | DE18 (9 Wo.)DE | AT39 (10 Wo.)AT | CH86 (5 Wo.)CH | — | Erstveröffentlichung: 31. Oktober 2001                                                      |
| 2001 | Dance A, P SQ-1                                        | DE54 (4 Wo.)DE | — | — | — | Erstveröffentlichung: 21. November 2001                                                     |
| 2001 | Babadeng A Re-Flex                                     | DE60 (5 Wo.)DE | — | — | — | Erstveröffentlichung: 26. November 2001                                                     |
| 2002 | Lost in Love P Trance Allstars                         | DE21 (9 Wo.)DE | AT39 (7 Wo.)AT | CH62 (6 Wo.)CH | — | Erstveröffentlichung: 18. März 2002 Original: Legend B                                      |
| 2002 | You’re Not Alone P atb                                 | DE13 (9 Wo.)DE | AT17 (10 Wo.)AT | CH80 (3 Wo.)CH | — | Erstveröffentlichung: 15. April 2002 Original: Olive                                        |
| 2002 | Balare A, P SQ-1                                       | DE64 (2 Wo.)DE | — | — | — | Erstveröffentlichung: 29. April 2002                                                        |
| 2002 | Go P Trance Allstars                                   | DE38 (6 Wo.)DE | AT52 (3 Wo.)AT | — | UK85 (1 Wo.)UK | Erstveröffentlichung: 4. Juni 2002                                                          |
| 2002 | Reach Out A, P Dance United                            | DE27 (7 Wo.)DE | — | — | — | Erstveröffentlichung: 30. September 2002                                                    |
| 2003 | I Don’t Wanna Stop A, P atb                            | DE17 (9 Wo.)DE | AT53 (6 Wo.)AT | — | — | Erstveröffentlichung: 26. Februar 2003                                                      |
| 2003 | Long Way Home A, P atb                                 | DE35 (7 Wo.)DE | AT52 (5 Wo.)AT | — | — | Erstveröffentlichung: 7. Juli 2003                                                          |
| 2004 | Marrakech A, P atb                                     | DE38 (7 Wo.)DE | AT50 (4 Wo.)AT | — | — | Erstveröffentlichung: 3. Mai 2004                                                           |
| 2004 | Ecstasy A, P atb                                       | DE43 (8 Wo.)DE | AT62 (1 Wo.)AT | — | — | Erstveröffentlichung: 18. Juni 2004                                                         |
| 2005 | Help! Asia A, P Dance United                           | DE43 (6 Wo.)DE | — | — | — | Erstveröffentlichung: 28. Januar 2005 Original: R. Sakamoto – Merry Christmas, Mr. Lawrence |
| 2005 | Believe in Me A, P atb                                 | DE48 (5 Wo.)DE | AT66 (1 Wo.)AT | — | — | Erstveröffentlichung: 30. Mai 2005                                                          |
| 2005 | Humanity A, P atb                                      | DE64 (4 Wo.)DE | — | — | — | Erstveröffentlichung: 18. Juli 2005                                                         |
| 2007 | Renegade A, P atb & Heather Nova                       | DE38 (8 Wo.)DE | AT73 (1 Wo.)AT | — | — | Erstveröffentlichung: 13. April 2007                                                        |
| 2007 | Feel Alive A, P atb                                    | DE73 (4 Wo.)DE | — | — | — | Erstveröffentlichung: 9. Juli 2007                                                          |
| 2009 | What About Us / L.A. Nights A, P atb                   | DE65 (2 Wo.)DE | — | — | — | Erstveröffentlichung: 1. Mai 2009                                                           |
| 2009 | Behind P atb pres. Flanders                            | DE87 (1 Wo.)DE | — | — | — | Erstveröffentlichung: 17. Juli 2009                                                         |
| 2021 | Your Love (9PM) A, P atb, Topic & A7S                  | DE6 ×3Dreifachgold · (58 Wo.)DE | AT8 (41 Wo.)AT | CH6 (44 Wo.)CH | UK8 Platin · (27 Wo.)UK | Erstveröffentlichung: 15. Januar 2021 Verkäufe: + 2.690.000                                 |

## Sonderveröffentlichungen

### Alben
| Jahr | Titel Musiklabel                    | Anmerkungen                                                                            |
| ---- | ----------------------------------- | -------------------------------------------------------------------------------------- |
| 2002 | You’re Not Alone EP Central Station | Erstveröffentlichung: 15. April 2002 Veröffentlichung nur in Australien und Neuseeland |
| 2002 | Dedicated EP Radikal Records        | Erstveröffentlichung: 16. April 2002 Veröffentlichung nur in den Vereinigten Staaten   |

| Jahr | Titel Musiklabel                                                            | Anmerkungen                                                                            |
| ---- | --------------------------------------------------------------------------- | -------------------------------------------------------------------------------------- |
| 2001 | ATB and All Stars Танцевальный Рай                                          | Erstveröffentlichung: 2001 Veröffentlichung nur in Russland                            |
| 2002 | You’re Not Alone Extraphone Records                                         | Erstveröffentlichung: 2002 Veröffentlichung nur in Russland                            |
| 2003 | The Best Одиссей                                                            | Erstveröffentlichung: 2002 Veröffentlichung nur in der Ukraine                         |
| 2007 | DJ Sessions Kontor Records • Move Ya!                                       | Erstveröffentlichung: 2007 Veröffentlichung nur in Europa                              |
| 2008 | 1998–2008 (The Definitive Greatest Hits & Videos) EQ Music • Kontor Records | Erstveröffentlichung: 2007 Veröffentlichung nur in Hong Kong, Malaysia und Singapur    |
| 2009 | Relaxing Album Alpha Music                                                  | Erstveröffentlichung: 11. Februar 2009 Veröffentlichung nur in Taiwan                  |
| 2010 | The Definite Collection Marigold Records • Galaxy Records                   | Erstveröffentlichung: 2010 Veröffentlichung nur in den Philippinen                     |
| 2010 | Singles and More Water Music Records                                        | Erstveröffentlichung: 12. Oktober 2010 Veröffentlichung nur in den Vereinigten Staaten |
| 2020 | Under the Stars 2020 Ruhrtone Records                                       | Erstveröffentlichung: 17. Januar 2020 Verkäufe: 1.000 (limitiert)                      |

| Jahr | Titel Musiklabel                                            | Anmerkungen |
| ---- | ----------------------------------------------------------- | --- |
| 1999 | Clubber’s Guide to … Trance Ministry of Sound               | Erstveröffentlichung: 26. Juli 1999 Veröffentlichung nur im Vereinigten Königreich; Teil der „Clubber’s-Guide-to“-Reihe                                  |
| 2000 | The Singles Remixed Guts Records • Universal Music          | Erstveröffentlichung: 2000 Veröffentlichung nur in Taiwan und Thailand                                                                                   |
| 2000 | Trance Mix USA Radikal Records                              | Erstveröffentlichung: 3. Oktober 2000 Veröffentlichung nur in den Vereinigten Staaten; Teil der „Trance-Mix-USA“-Reihe                                   |
| 2000 | G.R.O.O.V.E. 2001 Popular Records                           | Erstveröffentlichung: 17. Oktober 2000 Veröffentlichung nur in Kanada; Teil der „G.R.O.O.V.E.“-Reihe                                                     |
| 2001 | Ministry of Sound: Trance Nation: America Two Ultra Records | Erstveröffentlichung: 7. August 2001 mit George Acosta Veröffentlichung nur in den Vereinigten Staaten; Teil der „Ministry-of-Sound-Trance-Nation“-Reihe |
| 2007 | In the Mix 2008 Kontor Records (Edel)                       | Erstveröffentlichung: 28. Dezember 2007 Vertrieb nur über iTunes                                                                                         |
| 2011 | Distant Earth Remixed Kontor Records (Edel)                 | Erstveröffentlichung: 20. September 2011 Remixvariante von Distant Earth; Verkäufe werden dem Studioalbum hinzuaddiert                                   |
| 2016 | Under the Stars Ruhrtone Records                            | Erstveröffentlichung: Januar 2016 Vertrieb nur bei einer Show im Planetarium Bochum                                                                      |

### Lieder
| Jahr | Titel Interpretation                                    | Anmerkungen                              |
| ---- | ------------------------------------------------------- | ---------------------------------------- |
| 1993 | You’ve Got to Believe Damage Control                    | Erstveröffentlichung: 1993               |
| 1993 | Apache General Base                                     | Erstveröffentlichung: 1993               |
| 1993 | Base of Love General Base                               | Erstveröffentlichung: 1993               |
| 1993 | I See You General Base                                  | Erstveröffentlichung: 1993               |
| 1994 | I Wanna B With U Fun Factory                            | Erstveröffentlichung: 1994               |
| 1994 | Pain Fun Factory                                        | Erstveröffentlichung: 1994               |
| 1994 | Don’t Break the Heart Chyp-Notic feat. Greg Ellis       | Erstveröffentlichung: 1994               |
| 1995 | Mama ’95 Heintje                                        | Erstveröffentlichung: 1995               |
| 1995 | Thank U General Base                                    | Erstveröffentlichung: 1995               |
| 1995 | Tell Me When Interactive                                | Erstveröffentlichung: 1995               |
| 1995 | So Big T.H.K.                                           | Erstveröffentlichung: 1995               |
| 1995 | Movin’ U 96                                             | Erstveröffentlichung: 1995               |
| 1996 | Why Don’t You Dance with Me Future Breeze               | Erstveröffentlichung: 4. November 1996   |
| 1996 | The Stomp! Hamilton Bohannon                            | Erstveröffentlichung: 1996               |
| 1996 | Liebeslied Megaherz                                     | Erstveröffentlichung: 1996               |
| 1996 | Da Beat Goes Red 5                                      | Erstveröffentlichung: 1996               |
| 1996 | Pump Up the Jam Technotronic                            | Erstveröffentlichung: 1996               |
| 1996 | Olé Olé The Outhere Brothers                            | Erstveröffentlichung: 1996               |
| 1996 | Celebrate (The Love) Zhi-Vago                           | Erstveröffentlichung: 1996               |
| 1997 | Alarma 666                                              | Erstveröffentlichung: 1997               |
| 1997 | (Keep Me) Runnin’ Bass Bumpers                          | Erstveröffentlichung: 1997               |
| 1997 | Listen to Your Heart M.R.                               | Erstveröffentlichung: 1997               |
| 1997 | One More Time Real McCoy                                | Erstveröffentlichung: 1997               |
| 1998 | Put Your Hands Up Black & White Brothers                | Erstveröffentlichung: 1998               |
| 1998 | Surrender The Soundlovers                               | Erstveröffentlichung: 1998               |
| 1999 | Cream Blank & Jones                                     | Erstveröffentlichung: 1999               |
| 1999 | Sun Is Shining Bob Marley vs. Funkstar De Luxe          | Erstveröffentlichung: 13. September 1999 |
| 1999 | Saxy ’99 Candy Beat                                     | Erstveröffentlichung: 1999               |
| 1999 | Acid Folk 2000 Kosmonova                                | Erstveröffentlichung: 1999               |
| 1999 | Why Does My Heart Feel So Bad? Moby                     | Erstveröffentlichung: 1999               |
| 1999 | Colour the World Sash!                                  | Erstveröffentlichung: 1999               |
| 1999 | Barber’s Adagio for Strings William Orbit               | Erstveröffentlichung: 1999               |
| 2000 | Minor Earth Major Sky a-ha                              | Erstveröffentlichung: 2000               |
| 2000 | Precious Little Diamond Andru Donalds                   | Erstveröffentlichung: 2000               |
| 2000 | Push the Limits Enigma                                  | Erstveröffentlichung: 2000               |
| 2000 | Airwave Rank 1                                          | Erstveröffentlichung: 2000               |
| 2000 | Science Fiction DJ Taucher                              | Erstveröffentlichung: 2000               |
| 2000 | I Don’t Want a Lover Texas                              | Erstveröffentlichung: 2000               |
| 2000 | Farewell to the Moon York                               | Erstveröffentlichung: 2000               |
| 2001 | Tenshi Gouryella                                        | Erstveröffentlichung: 2001               |
| 2001 | First Strike Signum                                     | Erstveröffentlichung: 2001               |
| 2001 | Yesterday (Silence) York                                | Erstveröffentlichung: 2001               |
| 2002 | 4 Just 1 Day Kai Tracid                                 | Erstveröffentlichung: 2002               |
| 2003 | Daylight Chicane                                        | Erstveröffentlichung: 2003               |
| 2003 | Liebe Schiller                                          | Erstveröffentlichung: 2003               |
| 2005 | When the Dawn Breaks Narcotic Thrust                    | Erstveröffentlichung: 2005               |
| 2005 | A Style Suite Farolfi & Gambafreaks vs. Moloko          | Erstveröffentlichung: 2005               |
| 2006 | Insight Mr. Sam feat. Kirsty Hawkshaw                   | Erstveröffentlichung: 2006               |
| 2006 | Celebrate the Day Herbert Grönemeyer & Amadou & Mariam  | Erstveröffentlichung: 2006               |
| 2006 | Can’t Sleep Above & Beyond                              | Erstveröffentlichung: 2006               |
| 2008 | Vintage Jean-Michel Jarre                               | Erstveröffentlichung: 2008               |
| 2009 | Missing Everything but the Girl                         | Erstveröffentlichung: 2009               |
| 2010 | Einer von Zweien Ich + Ich                              | Erstveröffentlichung: 5. März 2010       |
| 2011 | Yoü and I Lady Gaga                                     | Erstveröffentlichung: 18. September 2011 |
| 2013 | Lichtermeer / Sleepless (englische Version) Schiller    | Erstveröffentlichung: 8. März 2013       |
| 2015 | Love Me like You Do Ellie Goulding                      | Erstveröffentlichung: 28. Februar 2015   |
| 2016 | Stay a While Dimitri Vegas & Like Mike                  | Erstveröffentlichung: 26. August 2016    |
| 2019 | Walk Away Alle Farben feat. James Blunt                 | Erstveröffentlichung: 10. Mai 2019       |
| 2020 | Friendships (Lost My Love) Pascal Letoublon feat. Leony | Erstveröffentlichung: 13. November 2020  |

| Jahr | Titel Soundtrack zu          | Anmerkungen                |
| ---- | ---------------------------- | -------------------------- |
| 1999 | 9 PM (Till I Come) FIFA 2000 | Erstveröffentlichung: 1999 |
| 2004 | Marrakech Mindhunters        | Erstveröffentlichung: 2004 |

### Videoalben
| Jahr | Titel Musiklabel                                           | Anmerkungen |
| ---- | ---------------------------------------------------------- | --- |
| 2004 | No Silence (Special Limited Edition) Kontor Records (Edel) | Erstveröffentlichung: 24. Mai 2004 CD+DVD, Verkäufe werden dem Studioalbum hinzuaddiert                                  |
| 2005 | Seven Years (Limited Edition) Kontor Records (Edel)        | Erstveröffentlichung: 13. Juni 2005 CD+DVD, Verkäufe werden dem Studioalbum                                              |
| 2005 | Seven Years (Limited Edition) Kontor Records (Edel)        | Erstveröffentlichung: 8. November 2005 CD+DVD, Verkäufe werden der Kompilation hinzuaddiert                              |
| 2007 | Trilogy (Limited Platinum Edition) Magic Records (UMG)     | Erstveröffentlichung: 27. April 2007 CD+DVD, Verkäufe werden dem Studioalbum hinzuaddiert; Veröffentlichung nur in Polen |
| 2009 | Future Memories (Limited Edition) Kontor Records (Edel)    | Erstveröffentlichung: 1. Mai 2009 CD+DVD, Verkäufe werden dem Studioalbum hinzuaddiert                                   |

## Promoveröffentlichungen
| Jahr | Titel Album                                          | Anmerkungen                                         |
| ---- | ---------------------------------------------------- | --------------------------------------------------- |
| 2003 | Sunset Girl / In Love with the DJ The DJ: In the Mix | Erstveröffentlichung: 8. Oktober 2003               |
| 2004 | Here with Me / IntenCity The DJ 2: In the Mix        | Erstveröffentlichung: 4. August 2004                |
| 2006 | Summer Rain The DJ 3: In the Mix                     | Erstveröffentlichung: 27. Januar 2006               |
| 2007 | Justify The DJ 4: In the Mix                         | Erstveröffentlichung: 6. Dezember 2007              |
| 2011 | Twisted Love The DJ 6: In the Mix                    | Erstveröffentlichung: 22. Januar 2011               |
| 2011 | Apollo Road Distant Earth                            | Erstveröffentlichung: 16. Juli 2011 mit Dash Berlin |
| 2015 | Back to You (York’s Endless Summermix) –             | Erstveröffentlichung: 21. August 2015 mit York      |
| 2015 | Sun Goes Down (Savi X Lema Remix) –                  | Erstveröffentlichung: 4. Dezember 2015              |

## Statistik

### Chartauswertung
Albumcharts
|                     | DE     | AT    | CH    | UK    |
| ------------------- | ------ | ----- | ----- | ----- |
| Nummer-eins-Alben   | DE—DE  | AT—AT | CH—CH | UK—UK |
| Top-10-Alben        | DE4DE  | AT—AT | CH—CH | UK—UK |
| Alben in den Charts | DE13DE | AT5AT | CH4CH | UK1UK |

|                       | DE     | AT     | CH     | UK    |
| --------------------- | ------ | ------ | ------ | ----- |
| Nummer-eins-Singles   | DE—DE  | AT—AT  | CH—CH  | UK1UK |
| Top-10-Singles        | DE2DE  | AT1AT  | CH1CH  | UK4UK |
| Singles in den Charts | DE26DE | AT12AT | CH12CH | UK7UK |

|                       | DE     | AT    | CH    | UK    |
| --------------------- | ------ | ----- | ----- | ----- |
| Nummer-eins-Singles   | DE—DE  | AT—AT | CH—CH | UK1UK |
| Top-10-Singles        | DE2DE  | AT1AT | CH1CH | UK3UK |
| Singles in den Charts | DE28DE | AT9AT | CH8CH | UK5UK |

|                       | DE     | AT     | CH     | UK    |
| --------------------- | ------ | ------ | ------ | ----- |
| Nummer-eins-Singles   | DE—DE  | AT—AT  | CH—CH  | UK1UK |
| Top-10-Singles        | DE2DE  | AT1AT  | CH1CH  | UK4UK |
| Singles in den Charts | DE36DE | AT13AT | CH14CH | UK9UK |

### Auszeichnungen für Musikverkäufe
| Silberne Schallplatte - Europa (Impala) - 2011: für das Album Sunset Beach DJ Session Goldene Schallplatte - Australien - 2000: für die Single Don’t Stop - Belgien - 2021: für die Single Your Love (9PM) - Norwegen - 1999: für die Single 9 PM (Till I Come) - Polen - 2010: für das Album The DJ 5 – In the Mix - 2010: für das Album Sunset Beach DJ Session - 2012: für das Album Sunset Beach DJ Session 2 - 2018: für das Album Contact - Russland - 2010: für das Album Trilogy - Ungarn - 2002: für das Album Dedicated - Vereinigte Staaten - 2023: für die Single Your Love (9PM) | Platin-Schallplatte - Australien - 1999: für die Single 9 PM (Till I Come) - 2021: für die Single Your Love (9PM) - Dänemark - 2022: für die Single Your Love (9PM) - Frankreich - 2022: für die Single Your Love (9PM) - Griechenland - 2021: für die Single Your Love (9PM) - Polen - 2007: für das Album Trilogy - 2009: für das Album Future Memories - 2012: für das Album Distant Earth - Portugal - 2021: für die Single Your Love (9PM) - Schweden - 1999: für die Single 9 PM (Till I Come) - 1999: für die Single Don’t Stop - Spanien - 2023: für die Single Your Love (9PM) 2× Platin-Schallplatte - Italien - 2021: für die Single Your Love (9PM) - Kanada - 2023: für die Single Your Love (9PM) - Polen - 2023: für die Single Your Love (9PM) 3× Platin-Schallplatte - Brasilien - 2023: für die Single Your Love (9PM) |

Anmerkung: Auszeichnungen in Ländern aus den Charttabellen bzw. Chartboxen sind in ebendiesen zu finden.
| Land/RegionAuszeichnungen für Musikverkäufe (Land/Region, Auszeichnungen, Verkäufe, Quellen) | Silber     | Gold       | Platin       | Verkäufe  | Quellen                                                      |
| -------------------------------------------------------------------------------------------- | ---------- | ---------- | ------------ | --------- | ------------------------------------------------------------ |
| Australien (ARIA)                                                                            | —          | Gold1      | 2× Platin2   | 175.000   | aria.com.au                                                  |
| Belgien (BRMA)                                                                               | —          | Gold1      | —            | 20.000    | ultratop.be                                                  |
| Brasilien (PMB)                                                                              | —          | —          | 3× Platin3   | 120.000   | pro-musicabr.org.br                                          |
| Dänemark (IFPI)                                                                              | —          | —          | Platin1      | 90.000    | ifpi.dk                                                      |
| Deutschland (BVMI)                                                                           | —          | Gold1      | Platin1      | 600.000   | musikindustrie.de                                            |
| Europa (Impala)                                                                              | Silber1    | —          | —            | (20.000)  | Einzelnachweise                                              |
| Frankreich (SNEP)                                                                            | —          | —          | Platin1      | 200.000   | snepmusique.com                                              |
| Griechenland (IFPI)                                                                          | —          | —          | Platin1      | 20.000    | Einzelnachweise                                              |
| Italien (FIMI)                                                                               | —          | —          | 2× Platin2   | 140.000   | fimi.it                                                      |
| Kanada (MC)                                                                                  | —          | —          | 2× Platin2   | 160.000   | musiccanada.com                                              |
| Norwegen (IFPI)                                                                              | —          | Gold1      | —            | 10.000    | ifpi.no (Memento vom 5. November 2012 im Internet Archive)   |
| Polen (ZPAV)                                                                                 | —          | 5× Gold5   | 4× Platin4   | 200.000   | olis.pl                                                      |
| Portugal (AFP)                                                                               | —          | —          | Platin1      | 10.000    | Einzelnachweise                                              |
| Russland (NFPF)                                                                              | —          | Gold1      | —            | 10.000    | 2m-online.ru (Memento vom 24. Juli 2011 im Internet Archive) |
| Schweden (IFPI)                                                                              | —          | —          | 2× Platin2   | 60.000    | sverigetopplistan.se                                         |
| Spanien (Promusicae)                                                                         | —          | —          | Platin1      | 60.000    | elportaldemusica.es                                          |
| Ungarn (MAHASZ)                                                                              | —          | Gold1      | —            | 10.000    | slagerlistak.hu                                              |
| Vereinigte Staaten (RIAA)                                                                    | —          | Gold1      | —            | 500.000   | riaa.com                                                     |
| Vereinigtes Königreich (BPI)                                                                 | 2× Silber2 | —          | 3× Platin3   | 1.770.000 | bpi.co.uk                                                    |
| Insgesamt                                                                                    | 3× Silber3 | 12× Gold12 | 24× Platin24 |           |                                                              |